# Ignacy Kim Che-jun
Św. Ignacy Kim Che-jun (kor. 김제준 이냐시오) (ur. w 1796 w Myeoncheon w Korei – zm. 26 września 1839 w Seulu) – męczennik, święty Kościoła katolickiego.

## Życiorys
Ignacy Kim Che-jun był wnukiem Piusa Kim Chin-hu, męczennika z 1814 roku i ojcem Andrzeja Kim Tae-gŏn (pierwszego księdza katolickiego pochodzenia koreańskiego). Jeden z jego zięciów doniósł władzom, że Ignacy Kim Che-jun jest katolikiem, w efekcie czego został aresztowany. Traktowano go jako przestępcę nie tylko dlatego, że był chrześcijaninem, ale zwłaszcza z powodu, że pozwolił swojemu synowi udać się do seminarium do Makau. Pod wpływem tortur Ignacy Kim Che-jun wyrzekł się wiary. Mimo to nie został uwolniony, ponieważ nie wybaczono mu, że jego syn był seminarzystą. Uwięzieni z nim katolicy, tłumaczyli, że nie odzyska wolności i namawiali go, by odwołał swoją apostazję. W efekcie zwrócił się do wyższego sędziego i odwołał wyrzeczenie wiary. Ponownie poddano go torturom, tym razem nie przyniosły jednak spodziewanych efektów. Został ścięty 26 września 1839 roku w Seulu w miejscu straceń za Małą Zachodnią Bramą razem z ośmioma innymi katolikami (Magdaleną Hŏ Kye-im, Sebastianem Nam I-gwan, Julią Kim, Agatą Chŏn Kyŏng-hyŏb, Karolem Cho Shin-ch’ŏl, Magdaleną Pak Pong-son, Perpetuą Hong Kŭm-ju i Kolumbą Kim Hyo-im).

## Dzień obchodów
20 września (w grupie 103 męczenników koreańskich)

## Proces beatyfikacyjny i kanonizacyjny
Beatyfikowany 5 lipca 1925 roku przez Piusa XI, kanonizowany 6 maja 1984 roku w Seulu przez Jana Pawła II w grupie 103 męczenników koreańskich.